# Dia Internacional de les Nenes en les TIC
El Dia Internacional de les Nenes en les Tecnologies de la Informació i la Comunicació (TIC) va ser decidit el 2010 per la Unió Internacional de Telecomunicacions (UIT) l'organisme de Nacions Unides especialitzat en telecomunicacions i té com a objectiu encoratjar les vocacions tecnològiques en les nenes i joves, així com reduir la bretxa digital de gènere. També encoratja i motiva les nenes perquè participin en carreres tecnològiques, tant en la formació reglada, com de manera professional, en l'àmbit de l'oci o un altre tipus d'activitats. La primera vegada que es va celebrar el Dia Internacional de les Nenes en les TIC va ser el 21 d'abril de 2011.

## Història
La decisió de crear el Dia Internacional de les Nenes en les TIC va ser acordada pels estats membres de la UIT en la Conferència de Guadalajara (Mèxic) el 2010. Es va aprovar en la Resolució 70 sobre el marc de les polítiques de promoció de la igualtat de gènere i l'apoderament de les dones a través de la tecnologia. El gener de 2016 es van donar a conèixer les dades disgregades sobre ocupació en professions tecnològiques en la Unió Europea: el 80 per cent dels llocs eren ocupats per homes segons Eurostat.

## Claus de treball
Estudis i resolucions internacionals de Nacions Unides i la Comissió Europea sobre la bretxa de gènere alerten sobre la importància que les nenes i les dones no només siguin consumidores de tecnologia sinó també creadores.
També alerten i plantegen lluitar per superar els estereotips de gènere que desanimen les nenes per inscriure's en cursos o carreres de ciència i tecnologia des d'una edat molt primerenca. Aquests estereotips es reforcen a través de la família, l'escola, els mitjans de comunicació i en la societat en general. S'abunda en la idea, per exemple, que els nois són hàbils tecnològics mentre que les noies semblen més dotades per a habilitats socials i les considera menys destres en el maneig de les tecnologies, denuncia la catedràtica en economia i especialista en Societat de la informació Cecilia Castaño. La investigadora espanyola també adverteix de l'existència d'una segona bretxa digital relacionada amb el domini masculí de les àrees estratègiques de l'educació, la recerca i l'ocupació i connectada amb les ciències, les enginyeries i les TIC, així com amb l'escassa presència de dones en els llocs de responsabilitat i presa de decisions en aquestes àrees.
La falta d'accés de nenes i dones a l'àmbit tecnològic afecta directament a la igualtat d'oportunitats al món laboral i al desenvolupament econòmic i social dels països. En un informe donat a conèixer el gener de 2016 per Eurostat el 80 per cent dels professionals tecnològics de la Unió Europea el 2014 eren homes.
També és fonamental treballar per erradicar la bretxa digital per raons geogràfiques i donar suport a la promoció d'espais de desenvolupament digital de nenes i dones del món rural.
ONU Dones estableix i recorda que les TIC estan reconegudes com a part fonamental del desenvolupament de les dones i les nenes, ja sigui a través d'iniciatives de treball, participació en xarxes de desenvolupament i de suport i accés a coneixements i educació. Però el seu abast és encara major posat que “amb el creixement global de la societat del coneixement, la realització del dret de les dones a accedir plenament i utilitzar les TIC poden ajudar a fer realitat els recursos humans i el potencial d'una nació per al desenvolupament sostenible”

### Porta d'accés al desenvolupament
En el seu discurs amb motiu del Dia Internacional de les Nenes en les TIC 2016, Houlin Zhao, Secretari General de la UIT, va explicar que s'estaven creant 2 milions d'ocupacions en el sector tecnològic amb necessitat de personal qualificat pel qual les nenes amb coneixements en TIC tindrien almenys la possibilitat de poder tenir bons salaris i tenir bones oportunitats professionals.

#### Europa
En un informe donat a conèixer el gener de 2016 per Eurostat el 80 per cent dels professionals tecnològics de la Unió Europea en 2014 eren homes. A Espanya la xifra arriba al 82%, 

#### Amèrica Llatina
L'àmbit de les tecnologies d'informació i comunicació (TIC) és part protagonista del mapa de desigualtats del planeta. A nivell mundial les xifres apunten al fet que existeix 1.3 bilions de dones usuàries d'internet enfront 1.5 bilions d'homes. Als països desenvolupats aquesta diferència és de només 2%, però augmenta a 16% als països en vies de desenvolupament. En l'ús d'internet les dones continuen sent minoria a nivell global i aconsegueixen només un 46% mentre que el 54% és de gènere masculí. A Amèrica Llatina s'estima que aquest percentatge aconsegueix els 49 punts i les nenes i dones estan més exposades a quedar ressagades al món de les TIC, ja que han d'esquivar barreres més altes que els homes per a accedir i aprofitar els avantatges oferts pel món digital.
Les dones tenen 21% menys de probabilitats de tenir el seu propi telèfon mòbil, la qual cosa es tradueix en una bretxa de 300 milions a tot el món, i s'estima que menys del 20% dels especialistes en TIC són dones. Aspectes tals com l'accés a equips i plataformes tecnològiques, desenvolupament de destreses digitals i temps destinat a ús de tecnologies són alguns dels temes on la diferència d'oportunitats de gènere continua patent, assenyala la investigadora xilena María Isabel Pávez.

## Any i dates de celebració
La primera edició del Dia Internacional de les Nenes en les TIC es va celebrar el 24 d'abril de 2011. Des de llavors se celebra cada any a tot el món en el quart dijous del mes d'abril.
- 2011 24 d'abril de 2011
- 2012 25 d'abril de 2012
- 2013 25 d'abril de 2013
- 2014 24 d'abril de 2014
- 2015 23 d'abril de 2015
- 2016 18 d'abril de 2016. El lema: "Expandint horitzons, canviant actituds"[19]
- 2017 27 d'abril de 2017.
- 2018 26 d'abril de 2018.
- 2019 25 d'abril de 2019.
- 2020 23 d'abril de 2020.
- 2021 22 d'abril de 2021.